# 游侠龙卷风
《游侠龙卷风》是1986年2月22日至6月14日在華視播出的台湾特摄剧，共17集。接檔《金獅王》。

## 介绍
紫微星君為了遵守和太陰星君（曾亞君 飾）的約定，下凡轉世為牧童小龍（葉小益 飾）。擁有與生俱來之法力的小龍，能夠變身為「遊俠龍捲風」，並且擁有「霹靂旋風劍」和「神龍盾」兩大武器。另外，彩虹仙子（張凱琪 飾）為了幫助紫微星君轉世的小龍，私下凡間化身為小彩虹，帶著力大無窮、能移山填海的大力熊（楊雄 飾）與足智多謀、外貌似蝙蝠的智多星（儲殿武 飾），幫助小龍擊退太陰星君派來的爪牙。眾人努力突破萬難，朝著目標前進！最後的結局當然是邪不勝正囉！

## 演员
小龍／紫微星君：葉小益，紫微星君下凡轉世之牧童，擁有與生俱來之法力，能夠變身為「遊俠龍捲風」，並且擁有「霹靂旋風劍」和「神龍盾」兩大武器。
九天陰后／太陰星君：曾亞君
彩虹仙子／小彩虹：張凱琪，私下凡間，幫助小龍擊退太陰星君派來的爪牙。
大力熊：楊雄扮裝，力大無窮，能移山填海。
龍華王：龍隆
智多星：儲殿武，足智多謀，外貌似蝙蝠。

## 工作人员
製作人：韋辛、汪威江
執行製作：黃克勳
外景導演：孫新祥
編劇：蔡益明
導演：汪威江
攝影：張志勇、王偉雄、張振鍾
燈光：曾新龍
技術指導：張鄂生
美術指導：曲本樂
導播：蔡永錫